# Гастрит
Гастрит (лат. gastritis, від грец. γαςτερ — шлунок) — хвороба, при якій відбувається запалення слизової оболонки шлунка.
Вирізняють два типа гастриту: гострий та хронічний.

## Етіологія
Причинами виникнення хвороби можуть бути:
- потрапляння патогенів (найчастіша причина, зазвичай бактеріями Helicobacter pylori, інколи грибками або нематодами роду Anisakis — анізакідоз)
- використання нестероїдних протизапальних препаратів (таких як аспірин, парацетамол, ібупрофен та інші)
- автоімунні захворювання
- біліарний рефлюкс
- стероїдні препарати
- деякі типи алергії

Наступні чинники у комбінації з вищенаведеними, або у комбінації між собою можуть сприяти виникненню хвороби, погіршують її лікування та сприяють розвитку:
- нерегулярне харчування
- споживання гострої їжі надто великими порціями
- надмірна кількість вживання алкоголю
- тютюнопаління
- кава
- нестача білків та вітамінів у постійному раціоні людини та у її організмі.

## Класифікація
Гастрит поділяють на гострий та хронічний.

### Гострий гастрит
Спричинений в основному алкогольними напоями, Helicobacter pylori, нестероїдними протизапальними препаратами, отруєнням хімічними речовинами. Також може виникати внаслідок перенесених тяжких травм і оперативних втручань, які призводять до зниженого кровопостачання слизової оболонки шлунка і внаслідок цього зниженої секреції протективних факторів (муцин, шлунковий слиз).

### Хронічний гастрит
- Тип «А» — атрофічний гастрит (аутоімунний гастрит). Етіологія до кінця невідома, виявляються антитіла до паріетальних клітин і внутрішнього фактору Касла, відсутність якого призводить до В12-фолієводефіцитної анемії
- Тип «В» — бактеріальний гастрит.
- Тип «С» — рефлюкс—гастрит, який спричинює біліарний рефлюкс жовчі в шлунок.

### Діагностика
Встановлення клінічного діагнозу ґрунтують на визначенні типу хронічного гастриту, оцінці ступеня поширеності морфологічних ознак захворювання, наявності й виразності порушень функції шлунка.
- Клінічна діагностика — аналізують скарги хворого, анамнез, дані огляду пацієнта, висловлюється можливий діагноз і складається раціональний план інструментального обстеження.
- Ендоскопічна діагностика з біопсією — уточнюють характер і локалізація змін слизової оболонки шлунка.
- Лабораторна діагностика — клінічний аналіз крові, біохімічний аналіз крові, клінічний аналіз сечі, клінічний аналіз калу, аналіз калу на приховану кров, виявлення Helicobacter pylori.
- Ультразвукове дослідження печінки, підшлункової залози, жовчного міхура — для виявлення супутніх захворювань травної системи.

## Лікування
З медикаментозних засобів для лікування гастриту застосовують інгібітори протонного насоса, блокатори H2-гістамінових рецепторів, прокінетики, селективні М-холінолітики, антациди, вітаміни U та B5. Для деяких форм Helicobacter pylori-асоційованого гастриту рекомендується ерадикація (знищення) Helicobacter pylori.
Серед інших форм хронічного гастриту переважає Helicobacter pylori — асоційований гастрит антрального відділу шлунка. Для його лікування погоджувальною нарадою «Маастрихт-III» (2005) як терапія першої лінії рекомендована потрійна схема ерадикації (French Triple Therapie), що включає комбінацію з трьох препаратів: один з інгібіторів протонного насосу і два антибактеріальних засоби: кларитроміцин і амоксицилін. При невдачі ерадикації пропонується терапія другої лінії (квадротерапія), що включає комбінацію з чотирьох препаратів: інгібітор протонного насоса, препарати вісмуту, метронідазол, тетрациклін, тощо
У той же час ряд фахівців вважає, що через можливі проблем, які можуть проявитися в результаті прийому антибіотиків, проводити ерадикацію Helicobacter pylori не має сенсу, хоча і є шанс, що вона допоможе. При цьому інші лікарі вважають, що деякі форми гастритів, зокрема Helicobacter pylori — асоційований атрофічний гастрит, вимагає обов'язкової ерадикації Helicobacter pylori.
Застосовують лікарські препарати для зниження секреції соляної кислоти в шлунку, що призводить до зниження кислотності шлункового соку.
Як додаткову терапію використовують вітамінні препарати: вітамін U (метилметіонінсульфонія хлорид) і B5 (пантотенова кислота). Вітамін U (Метілметіонінсульфонія хлорид) бере участь у реакціях метилювання біогенних амінів і за рахунок цього знижує шлункову секрецію і дає знеболювальний ефект. Пантотенова кислота (вітамін В5) сприяє загоєнню слизових оболонок шлунково-кишкового тракту і стимулює перистальтику кишки. Надлишок соляної кислоти в шлунку часто виникає саме в умовах дефіциту в організмі пантотенової кислоти.
Оперативне втручання показане тільки при виникненні ускладнень (ендоскопічна склерозуюча або лазерна коагуляція при гострій шлунковій кровотечі)

## Режим харчування
При загостренні гастриту необхідна відповідна дієта. Хворим гастритом протипоказані шоколад, кава, газовані напої, алкогольні напої, консерви, концентрати та сурогати будь-яких продуктів, прянощі, спеції, а також продукція підприємств швидкого харчування, страви, що провокують бродіння (молоко, сметана, виноград, чорний хліб тощо), копчена, жирна і смажена їжа. При цьому харчування має бути різноманітним і багатим білками та вітамінами. По закінченні гострого стану харчування має ставати повноцінним з дотриманням стимулювального принципу в період ремісії у хворих із зниженою кислотністю. Рекомендують дробовий прийом їжі, по 5-6 разів на добу.